# 카루마루카*서클
카루마루카*서클(일본어: カルマルカ*サークル)은 일본의 SAGA PLANETS사에서 개발한 어덜트 게임이다.

## 개요
일본의 SAGA PLANETS사에서 개발한 어덜트 게임이며, 2013년 9월 27일에 발매했다.

## 스토리
"카루마루카"의 액세스에 성공하면 그 사람은 모든 속박에서 해방된다. 그 행위를 시도해보다가 학생회 직속의 동호회 『별 건너 동호회』에 뜻밖에 가입하게 되어 버린 미카게 카이토는 개성적인 소녀들과 함께 나날을 보내게 된다.

## 등장인물

### 주인공
미카게 카이토(御影 海人)
성우 - 없음

### 메인 히로인
아마카제 나츠키(天ヶ瀬 奈月)
성우 - 사와다 나츠(澤田 なつ)
아사히나 신(朝比奈 晴)
성우 - 후로 리안(富呂尾 李杏)
나츠메 코요미(夏目 暦)
성우 - 나츠노 코오리(夏野 こおり)
오토네 니코루(乙音 ニコル)
성우 - 우에하라 아오이(上原 あおい)
코우사카 유키하(高坂 夕姫羽)
성우 - 키타미 릿카(北見 六花)
사사쿠라 미라이(笹倉 未来)
성우 - 우이(卯衣)
나루미 안(成海 杏)
성우 - 히즈키 히오리(陽月 ひおり)
소네하라 렌(曽根原 蓮)
성우 - 모리야 미소노(森谷 実園)

## 주제가
오프닝 - Floating up
노래/작사 - KOTOKO, 작곡/편곡 - 키쿠타 다이스케(菊田 大介)

## 스태프
- 원화 - 혼타니 카나에(ほんたに かなえ), 토라노스케(とらのすけ), 토자쿠라 나고미(都桜 和, SD원화)
- 배경원화 - 시오자와 요시노리(塩澤 良憲)
- 시나리오 - 세오 준(瀬尾 順), 토이시 다이키(砥石 大樹), 미쿠리야 미쿠리(御厨 みくり)
- BGM - Tynwald music, 미즈츠키 료(水月 陵)
- 주제곡제작 - Elements Garden